# Lengyel uralkodók házastársainak listája
Ez a lap a lengyel uralkodók házastársainak listája.

## Piast-ház
| Portré                                        | Uralkodói név Titulusa                                 | Felmenője Uralkodóháza                          | Születése        | Házasságkötése    | Uralkodói hitvessé válása              | Uralkodói hitvesi terminusa vége        | Halála                                  | Házastársa          |
| --------------------------------------------- | ------------------------------------------------------ | ----------------------------------------------- | ---------------- | ----------------- | -------------------------------------- | --------------------------------------- | --------------------------------------- | ------------------- |
|                                               | Lotaringiai Richeza királyné                           | Ezzo lotaringiai palotagróf (Ezzonidák)         | 997 körül        | 1013              | 1025. június 17. hitvese trónra lépte  | 1031 hitvese trónfosztása               | 1063. március 21. (65 éves kora körül)  | II. Mieszko Lambert |
| 1032 hitvese trónra lépte                     | Lotaringiai Richeza királyné                           | Ezzo lotaringiai palotagróf (Ezzonidák)         | 997 körül        | 1013              | 1034. május 10. hitvese halála         |                                         | 1063. március 21. (65 éves kora körül)  | II. Mieszko Lambert |
|                                               | Marija Dobronyega Vlagyimirovna fejedelemné            | Vlagyimir Szvjatoszlavics (Rurikidák)           | 1010 körül       | 1040              | 1040                                   | 1058. november 28. hitvese halála       | 1087. december 13. (77 éves kora körül) | I. Kázmér           |
|                                               | Kijevi Viseszlava Szvjatoszlavna fejedelemné, királyné | Szvjatoszláv Jaroszlavics (Rurikidák)           | 1047 körül       | 1068 körül        | 1076. december 26. koronázása          | 1058. november 28. hitvese lemondása    | 1089 után                               | II. Boleszláv       |
|                                               | Přemysl Judit fejedelemné                              | II. Vratiszláv cseh király (Přemyslidák)        | 1057 körül       | 1080 körül        | 1080 körül                             | 1086. december 25. (30 éves kora körül) | 1086. december 25. (30 éves kora körül) | I. Ulászló Herman   |
| Sváb Judit fejedelemné                        | Sváb Judit fejedelemné                                 | III. Henrik német-római császár (Száli frankok) | 1054 nyara       | 1089 körül        | 1089 körül                             | 1102. június 4. hitvese halála          | 1105. március 14. (50 éves kora körül)  | I. Ulászló Herman   |
| Kijevi Szbiszlava Szvjatopolkovna fejedelemné | Kijevi Szbiszlava Szvjatopolkovna fejedelemné          | Szvjatopolk Izjaszlavics (Rurikidák)            | 1087 körül       | 1103 eleje        | 1103 eleje                             | 1114 körül                              | 1114 körül                              | III. Boleszláv      |
| Bergi Salome fejedelemné                      | Bergi Salome fejedelemné                               | Henrik, Bergi grófja (Berg–Schelkingen)         | 1099 körül       | 1105 eleje        | 1105 eleje                             | 1138. október 28. hitvese halála        | 1144. július 27.                        | III. Boleszláv      |
|                                               | Babenbergi Ágnes fejedelemné                           | III. Lipót osztrák őrgróf (Babenbergek)         | 1110 körül       | 1125 körül        | 1138. október 28. hitvese trónra lépte | 1146 hitvese trónfosztása               | 1163. január 24/25.                     | II. Ulászló         |
|                                               | Novgorodi Vjacseszlava Vszevolodovna fejedelemné       | Vszevolod Msztyiszlavics (Rurikidák)            | 1125 körül       | 1137 körül        | 1146 hitvese trónra lépte              | 1162. március 15.?                      | 1162. március 15.?                      | IV. Boleszláv       |
|                                               | Magyarországi Erzsébet nem volt fejedelemné            | II. Béla magyar király (Árpádok)                | 1128 körül       | 1136 körül        | nem volt fejedelemné                   | 1154. július 21.                        | 1154. július 21.                        | III. Mieszko        |
| Kijevi Jevdokija Izjaszlavna fejedelemné      | Kijevi Jevdokija Izjaszlavna fejedelemné               | Izjaszláv Msztyiszlavics (Rurikidák)            | 1131 körül       | 1154 körül        | 1173 hitvese trónra lépte              | 1177 hitvese halála                     | 1187 körül                              | III. Mieszko        |
|                                               | Znojmói Ilona fejedelemné                              | II. Konrád znojmói herceg (Přemyslidák)         | 1141 körül       | 1163 körül        | 1177 hitvese trónra lépte              | 1190 hitvese trónfosztása               | 1204 körül                              | II. Kázmér          |
| 1190 hitvese visszatérte                      | Znojmói Ilona fejedelemné                              | II. Konrád znojmói herceg (Přemyslidák)         | 1141 körül       | 1163 körül        | 1194. május 5. hitvese halála          |                                         | 1204 körül                              | II. Kázmér          |
| Rügeni Lucia fejedelemné                      | Rügeni Lucia fejedelemné                               | I. Jaromír rügeni herceg (Rügeniek)             | nem ismert       | 1186              | 1202 hitvese trónra lépte              | 1206 hitvese trónfosztása               | 1231. február 12?                       | III. Ulászló        |
| Kijevi Agafia Szvjatoszlavna fejedelemné      | Kijevi Agafia Szvjatoszlavna fejedelemné               | Szvjatoszláv Igorevics (Rurikidák)              | 1190 körül       | 1208 körül        | 1241 hitvese trónra lépte              | 1243 hitvese trónfosztása               | 1248. június 2.                         | Konrád              |
|                                               | Magyarországi Kunigunda fejedelemné                    | IV. Béla magyar király (Árpádok)                | 1224. március 5. | 1239 körül        | 1243 hitvese trónra lépte              | 1279. december 7. hitvese halála        | 1292. július 24.                        | V. Boleszláv        |
|                                               | Halicsi Agrippina Rosztyiszlavna fejedelemné           | Rosztyiszlav Mihajlovics (Rurikidák)            | 1248 körül       | 1265 körül        | 1279 hitvese trónra lépte              | 1288. szeptember 30. hitvese halála     | 1307 körül                              | II. Leszek          |
| Brandenburgi Matild fejedelemné               | Brandenburgi Matild fejedelemné                        | V. Ottó brandenburgi őrgróf (Aszkániaiak)       | 1270 körül       | 1287 körül        | 1288 hitvese trónra lépte              | 1290. június 23. hitvese halála         | 1298. június 1. előtt                   | IV. Henrik          |
| Svédországi Richeza fejedelemné               | Svédországi Richeza fejedelemné                        | Valdemár svéd király (Folkungok)                | 1270 körül       | 1285. október 11. | 1290. június 23. hitvese trónra lépte  | 1289 körül                              | 1289 körül                              | II. Przemysł        |
| Brandenburgi Margit királyné                  | Brandenburgi Margit királyné                           | II. Albert brandenburgi őrgróf (Aszkániaiak)    | 1270 körül       | 1290 körül        | 1295. június 26. hitvese koronázása    | 1296. február 8. hitvese halála         | 1315. május 1.                          | II. Przemysł        |

## Lengyel Királyság
Főcikkek: az egyesített Lengyelország és Lengyelország a Jagellók korában

### Přemysl-ház
| Portré                           | Uralkodói név Titulusa                   | Felmenője Uralkodóháza                | Születése           | Házasságkötése   | Uralkodói hitvessé válása             | Uralkodói hitvesi terminusa vége  | Halála                                    | Házastársa  |
| -------------------------------- | ---------------------------------------- | ------------------------------------- | ------------------- | ---------------- | ------------------------------------- | --------------------------------- | ----------------------------------------- | ----------- |
|                                  | Ausztriai Juta királyné                  | I. Rudolf német király (Habsburgok)   | 1271. március 13.   | 1285 januárja    | 1300. július 25. hitvese trónra lépte | 1297. május 21. (26 évesen)       | 1297. május 21. (26 évesen)               | II. Vencel  |
|                                  | Lengyelországi Erzsébet Richeza királyné | II. Przemysł lengyel király (Piastok) | 1288. szeptember 1. | 1303. május 26.  | 1303. május 26.                       | 1305. június 21. hitvese halála   | 1335. október 19. (47 évesen)             | II. Vencel  |
| Tescheni Viola Erzsébet királyné | Tescheni Viola Erzsébet királyné         | I. Mieszko tescheni herceg (Piastok)  | 1291 körül          | 1305. október 5. | 1305. október 5.                      | 1306. augusztus 4. hitvese halála | 1317. szeptember 21. (26 éves kora körül) | III. Vencel |

### Piast-ház
| Portré                      | Uralkodói név Titulusa      | Felmenője Uralkodóháza                       | Születése  | Házasságkötése       | Uralkodói hitvessé válása                | Uralkodói hitvesi terminusa vége     | Halála                                  | Házastársa  |
| --------------------------- | --------------------------- | -------------------------------------------- | ---------- | -------------------- | ---------------------------------------- | ------------------------------------ | --------------------------------------- | ----------- |
|                             | Kaliszi Hedvig királyné     | Boleszláv kaliszi fejedelem (Piastok)        | 1266 körül | 1293 körül           | 1306. szeptember 1. hitvese trónra lépte | 1333. március 2. hitvese halála      | 1339. december 10. (72 éves kora körül) | I. Ulászló  |
|                             | Litvániai Anna királyné     | Gediminas litván nagyfejedelem (Gediminasok) | 1309 körül | 1325 körül           | 1333. március 2. hitvese trónra lépte    | 1339. május 26. (29 éves kora körül) | 1339. május 26. (29 éves kora körül)    | III. Kázmér |
| Hesseni Adelhaid királyné   | Hesseni Adelhaid királyné   | II. Henrik hesseni tartománygróf (Hesseniek) | 1324 körül | 1341. szeptember 29. | 1341. szeptember 29.                     | 1356 válás                           | 1371 (46 éves kora körül)               | III. Kázmér |
| Krystyna Rokiczana királyné | Krystyna Rokiczana királyné | nem ismert                                   | nem ismert | 1356 körül           | 1356 körül                               | 1363 válás                           | nem ismert                              | III. Kázmér |
| Sagani Hedvig királyné      | Sagani Hedvig királyné      | V. Henrik glogaui herceg (Sagani Piastok)    | 1350 körül | 1363. február 25.    | 1363. február 25.                        | 1370. november 5. hitvese halála     | 1390. március 27. (39 éves kora körül)  | III. Kázmér |

### Anjou-ház
Lásd még: Magyar uralkodók házastársainak listája
| Portré | Uralkodói név Titulusa     | Felmenője Uralkodóháza                | Születése  | Házasságkötése      | Uralkodói hitvessé válása              | Uralkodói hitvesi terminusa vége    | Halála                           | Házastársa |
| ------ | -------------------------- | ------------------------------------- | ---------- | ------------------- | -------------------------------------- | ----------------------------------- | -------------------------------- | ---------- |
|        | Boszniai Erzsébet királyné | II. István bosnyák bán (Kotromanićok) | 1339 körül | 1209. augusztus 15. | 1370. november 5. hitvese trónra lépte | 1382. szeptember 10. hitvese halála | 1387 január (47 éves kora körül) | Lajos      |

### Jagelló-ház
| Portré | Uralkodói név Titulusa             | Felmenője Uralkodóháza                       | Születése            | Házasságkötése      | Uralkodói hitvessé válása               | Uralkodói hitvesi terminusa vége       | Halála                                    | Házastársa         |
| ------ | ---------------------------------- | -------------------------------------------- | -------------------- | ------------------- | --------------------------------------- | -------------------------------------- | ----------------------------------------- | ------------------ |
|        | Cillei Anna királyné               | I. Vilmos cillei gróf (Cilleiek)             | 1380 körül           | 1402. január 29.    | 1402. január 29.                        | 1416. március 21. (36 éves kora körül) | 1416. március 21. (36 éves kora körül)    | II. Ulászló        |
|        | Pilecki Erzsébet királyné          | Otton Pilecki szandimiri vajda (Pileckiek)   | 1372 körül           | 1417. május 2.      | 1417. május 2.                          | 1420. május 12. (48 éves kora körül)   | 1420. május 12. (48 éves kora körül)      | II. Ulászló        |
|        | Holszański Zsófia királyné         | Andrzej Holszański (Holszańskiak)            | 1405 körül           | 1422. február 7/24. | 1422. február 7/24.                     | 1434. június 1. hitvese halála         | 1461. szeptember 21. (55 éves kora körül) | II. Ulászló        |
|        | Ausztriai Erzsébet királyné        | Albert német király (Habsburgok)             | 1437 körül           | 1454. február 10.   | 1454. február 10.                       | 1492. június 7. hitvese halála         | 1505. augusztus 30. (68 éves kora körül)  | IV. Kázmér         |
|        | Moszkvai Ilona királyné            | III. Iván moszkvai nagyfejedelem (Rurikidák) | 1476. május 19.      | 1495. február 18.   | 1501. december 12. hitvese trónra lépte | 1506. augusztus 19. hitvese halála     | 1513. január 20. (36 évesen)              | Sándor             |
|        | Szapolyai Borbála királyné         | Szapolyai István (Szapolyaiak)               | 1495 körül           | 1512. február 8.    | 1512. február 8.                        | 1515. október 2. (19 éves kora körül)  | 1515. október 2. (19 éves kora körül)     | I. Zsigmond        |
|        | Sforza Bona királyné               | Gian Galeazzo milánói herceg (Sforzák)       | 1494. február 2.     | 1518. április 18.   | 1518. április 18.                       | 1548. április 1. hitvese halála        | 1557. november 19. (63 évesen)            | I. Zsigmond        |
|        | Ausztriai Erzsébet ifjabb királyné | I. Ferdinánd császár és király (Habsburgok)  | 1526. június 9.      | 1543. május 6.      | 1543. május 6.                          | 1545. június 15. (18 évesen)           | 1545. június 15. (18 évesen)              | II. Zsigmond Ágost |
|        | Radziwiłł Barbara királyné         | Jerzy Radziwiłł (Radziwiłłek)                | 1520. december 6.    | titkos esküvő       | 1550. december 4. hitvese trónra lépte  | 1551. május 18. (30 évesen)            | 1551. május 18. (30 évesen)               | II. Zsigmond Ágost |
|        | Ausztriai Katalin királyné         | I. Ferdinánd császár és király (Habsburgok)  | 1533. szeptember 15. | 1553. június 23.    | 1553. június 23.                        | 1550. december 4. hitvese halála       | 1572. március 9. (38 évesen)              | II. Zsigmond Ágost |

## Lengyel–Litván Nemzetközösség
Főcikk: Lengyel–Litván Nemzetközösség
| Portré          | Uralkodói név Titulusa                               | Felmenője Uralkodóháza                                    | Születése           | Házasságkötése                 | Uralkodói hitvessé válása                 | Uralkodói hitvesi terminusa vége        | Halála                          | Házastársa    |
| --------------- | ---------------------------------------------------- | --------------------------------------------------------- | ------------------- | ------------------------------ | ----------------------------------------- | --------------------------------------- | ------------------------------- | ------------- |
|                 | Ausztriai Anna királyné                              | II. Károly osztrák főherceg (Habsburgok)                  | 1573. augusztus 16. | 1592. május 31.                | 1592. május 31.                           | 1598. február 10. (24 évesen)           | 1598. február 10. (24 évesen)   | III. Zsigmond |
|                 | Ausztriai Konstancia királyné                        | II. Károly osztrák főherceg (Habsburgok)                  | 1588. december 24.  | 1605. december 11.             | 1605. december 11.                        | 1631. július 10. (42 évesen)            | 1631. július 10. (42 évesen)    | III. Zsigmond |
|                 | Ausztriai Cecília Renáta királyné                    | II. Ferdinánd császár és király (Habsburgok)              | 1611. július 16.    | 1637. szeptember 13.           | 1637. szeptember 13.                      | 1644. március 24. (32 évesen)           | 1644. március 24. (32 évesen)   | IV. Ulászló   |
|                 | Gonzaga Lujza Mária királyné                         | I. Károly mantovai herceg (Gonzagák)                      | 1611. augusztus 18. | 1646. március 10.              | 1646. március 10.                         | 1648. május 20. hitvese halála          | 1667. május 10. (55 évesen)     | IV. Ulászló   |
| 1648. május 30. | 1648. május 30.                                      | I. Károly mantovai herceg (Gonzagák)                      | 1611. augusztus 18. | 1667. május 10. hitvese halála | II. János Kázmér                          |                                         | 1667. május 10. (55 évesen)     |               |
|                 | Ausztriai Eleonóra királyné                          | III. Ferdinánd császár és király (Habsburgok)             | 1653. május 21.     | 1665. július 5.                | 1665. július 5.                           | 1673. november 10. hitvese halála       | 1697. december 17. (44 évesen)  | Mihály        |
|                 | Arquieni Mária Kazimiera királyné                    | Henri Albert de La Grange d’Arquien                       | 1641. június 28.    | 1670. február 27.              | 1674. május 21. hitvese trónra lépte      | 1696. június 17. hitvese halála         | 1716. január 7. (74 évesen)     | III. János    |
|                 | Brandenburg–Bayreuthi Krisztina Eberhardine királyné | Károly Ernő brandenburg–bayreuthi őrgróf (Hohenzollernek) | 1671. december 29.  | 1693. január 20.               | 1697. szeptember 15. hitvese trónra lépte | 1704. február 16. hitvese trónfosztása  | 1727. szeptember 4. (55 évesen) | II. Ágost     |
|                 | Opalińska Katalin királyné                           | Jan Karol Opaliński (Opalińskiak)                         | 1680. október 13.   | 1698. május 10.                | 1705. október 4. hitvese trónra lépte     | 1709. augusztus 8. hitvese trónfosztása | 1747. március 19. (55 évesen)   | I. Szaniszló  |
|                 | Brandenburg–Bayreuthi Krisztina Eberhardine királyné | Károly Ernő brandenburg–bayreuthi őrgróf (Hohenzollernek) | 1671. december 29.  | 1693. január 20.               | 1709. augusztus 8. hitvese trónra lépte   | 1727. szeptember 4. (55 évesen)         | 1727. szeptember 4. (55 évesen) | II. Ágost     |
|                 | Opalińska Katalin királyné                           | Jan Karol Opaliński (Opalińskiak)                         | 1680. október 13.   | 1698. május 10.                | 1733. szeptember 12. hitvese trónra lépte | 1736. január 27. hitvese lemondatása    | 1747. március 19. (55 évesen)   | I. Szaniszló  |
|                 | Ausztriai Mária Jozefa királyné                      | I. József császár és király (Habsburgok)                  | 1699. december 8.   | 1719. augusztus 20.            | 1734. január 14. hitvese trónra lépte     | 1757. november 17. (57 évesen)          | 1757. november 17. (57 évesen)  | III. Ágost    |

## Varsói Hercegség
Főcikk: Varsói Hercegség

### Wettin-ház
| Portré | Uralkodói név Titulusa                   | Felmenője Uralkodóháza                           | Születése       | Házasságkötése   | Uralkodói hitvessé válása             | Uralkodói hitvesi terminusa vége    | Halála                         | Házastársa       |
| ------ | ---------------------------------------- | ------------------------------------------------ | --------------- | ---------------- | ------------------------------------- | ----------------------------------- | ------------------------------ | ---------------- |
|        | Zweibrücken– Birkenfeldi Amália hercegné | Frigyes Mihály választófejedelem (Wittelsbachok) | 1752. május 17. | 1769. január 29. | 1807. július 22. hitvese trónra lépte | 1815. május 3. hitvese trónfosztása | 1828. november 15. (76 évesen) | I. Frigyes Ágost |

## Fordítás
Ez a szócikk részben vagy egészben  a   List of Polish consorts című angol Wikipédia-szócikk fordításán alapul.  Az eredeti cikk szerkesztőit annak laptörténete sorolja fel. Ez a jelzés csupán a megfogalmazás eredetét és a szerzői jogokat jelzi, nem szolgál a cikkben szereplő információk forrásmegjelöléseként.